# Milnesium swansoni
Espèce
Milnesium swansoni est une espèce de tardigrades de la famille des Milnesiidae. 

## Distribution
Cette espèce est endémique du Kansas aux États-Unis.

## Description
L'holotype mesure 330 µmm.

## Étymologie
Cette espèce est nommée en l'honneur de Kent Swanson Jr..

## Publication originale
- Young, Chappell, Miller & Lowman, 2016 : Tardigrades of the Tree Canopy: Milnesium swansoni sp. nov. (Eutardigrada: Apochela: Milnesiidae) a new species from Kansas, U.S.A. Zootaxa, no 4072 (5), p. 559-568.